# جغد جیغ‌کش ریش‌دار
جغد جیغ‌کش ریش‌دار یا جغد جیغ‌کش سانتا باربارا (نام علمی: Megascops barbarus) یک "جغد راستین " کوچک در زیرتیرهٔ جغدیان راستین (Striginae) است که در گواتمالا و مکزیک یافت می‌شود.